# Bijelo Brdo (gmina Rudo)
Bijelo Brdo (cyr. Бијело Брдо) – wieś w Bośni i Hercegowinie, w Republice Serbskiej, w gminie Rudo. W 2013 roku liczyła 74 mieszkańców.